# Kambodjas dokumentationscenter
Documentation Center of Cambodia (DC-Cam) är en icke-statlig organisation verksam i Kambodja och på Yale University vars uppdrag är att forska i och insamla information om Demokratiska Kampuchea (17 april 1975-7 januari 1979). Centret bildades på uppdrag av den amerikanska kongressen 1994 då den röstade för Cambodian Genocide Justice Act som avsatte pengar till Yale University för detta ändamål. 1 januari 1997 blev dokumentationscentret självständigt. 